# Christine Collins
Pour les articles homonymes, voir Collins.
Christine Collins (née le 9 septembre 1969 à Darien (Connecticut)) est une rameuse américaine.

## Biographie

### Palmarès

#### Aviron aux Jeux olympiques
- 2000 à Sydney,  Australie
  -  Médaille de bronze en deux de couple poids légers[1]

#### Championnats du monde d'aviron
- 1991 à Vienne,  Autriche
  -  Médaille de bronze
- 1994 à Indianapolis,  États-Unis
  -  Médaille d'or
- 1995 à Tampere,  Finlande
  -  Médaille d'or
- 1996 à Strathclyde,  Royaume-Uni
  -  Médaille d'or
- 1998 à Cologne,  Allemagne
  -  Médaille d'or
- 1999 à Saint Catharines,  Canada
  -  Médaille d'argent